# Kegelstift

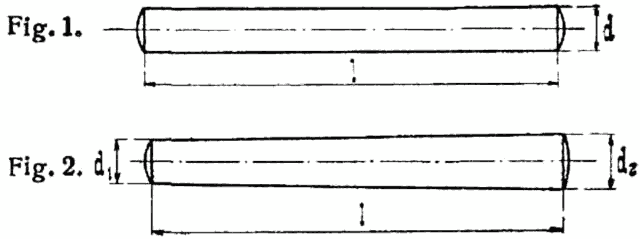
Zylinderstift (Fig. 1) und Kegelstift (Fig. 2)

Als Kegelstift bezeichnet man einen konischen Stift, der als Verbindungselement im Maschinenbau verwendet wird. Durch Einpressen in eine kegelige Bohrung entsteht Kraftschluss, der wieder lösbar ist.
Der Kegelstift erhielt in Deutschland am 1. März 1918 vom Normenausschuss der deutschen Industrie (heute Deutsches Institut für Normung) die erste vergebene DIN-Norm, die DIN 1. Diese Norm wurde 1992 zurückgezogen und durch die Europäische Norm EN 22339 ersetzt.
Kegelstifte gehören zur Normteilart Stifte. Nach der Norm DIN 1 hat ein Kegelstift das Kegelverhältnis {\displaystyle \textstyle {\frac {D-d}{l}}={\frac {1}{50}}\,} oder auf nebenstehende Abbildung (Fig. 2) bezogen: {\displaystyle \textstyle {\frac {d_{2}-d_{1}}{l}}={\frac {1}{50}}\,}. 

## Normen
Für Kegelstifte gibt es folgende Normen:
- DIN 1 / EN 22339 / ISO 2339 Kegelstifte, ungehärtet
- DIN 257 Kegelstifte; mit Gewindezapfen; Whitworth-Gewinde 1/4″ bis 1½″
- DIN 258 Kegelstifte mit Gewindezapfen und konstanten Kegellängen
- DIN 7977 / EN 28737 / ISO 8737 Kegelstifte mit Gewindezapfen und konstanter Gewindezapfenlänge
- DIN 7978 / EN 28736 / ISO 8736 Kegelstifte mit Innengewinde, ungehärtet